# Kolonia Alfred
Kolonia Alfred – osada robotnicza, założona w połowie XIX wieku dla pracowników nieistniejącej obecnie kopalni Alfred, założonej w 1834 roku i w 1859 roku połączonej z kopalnią Hohenlohe na terenie obecnych Katowic, w dzielnicy Wełnowiec-Józefowiec, przy Lasku Alfreda, placu Alfreda i alei Wojciecha Korfantego. Obecna, zabytkowa zabudowa powstała pod koniec XIX wieku została po 1923 roku wraz z zamknięciem szybu Alfred zagospodarowana m.in. na cele mieszkalne. Obecnie część budynków jest dzierżawiona przez Fundację Pomocy Dzieciom i Seniorom Wioska Serca im. Jana Pawła II.

## Historia

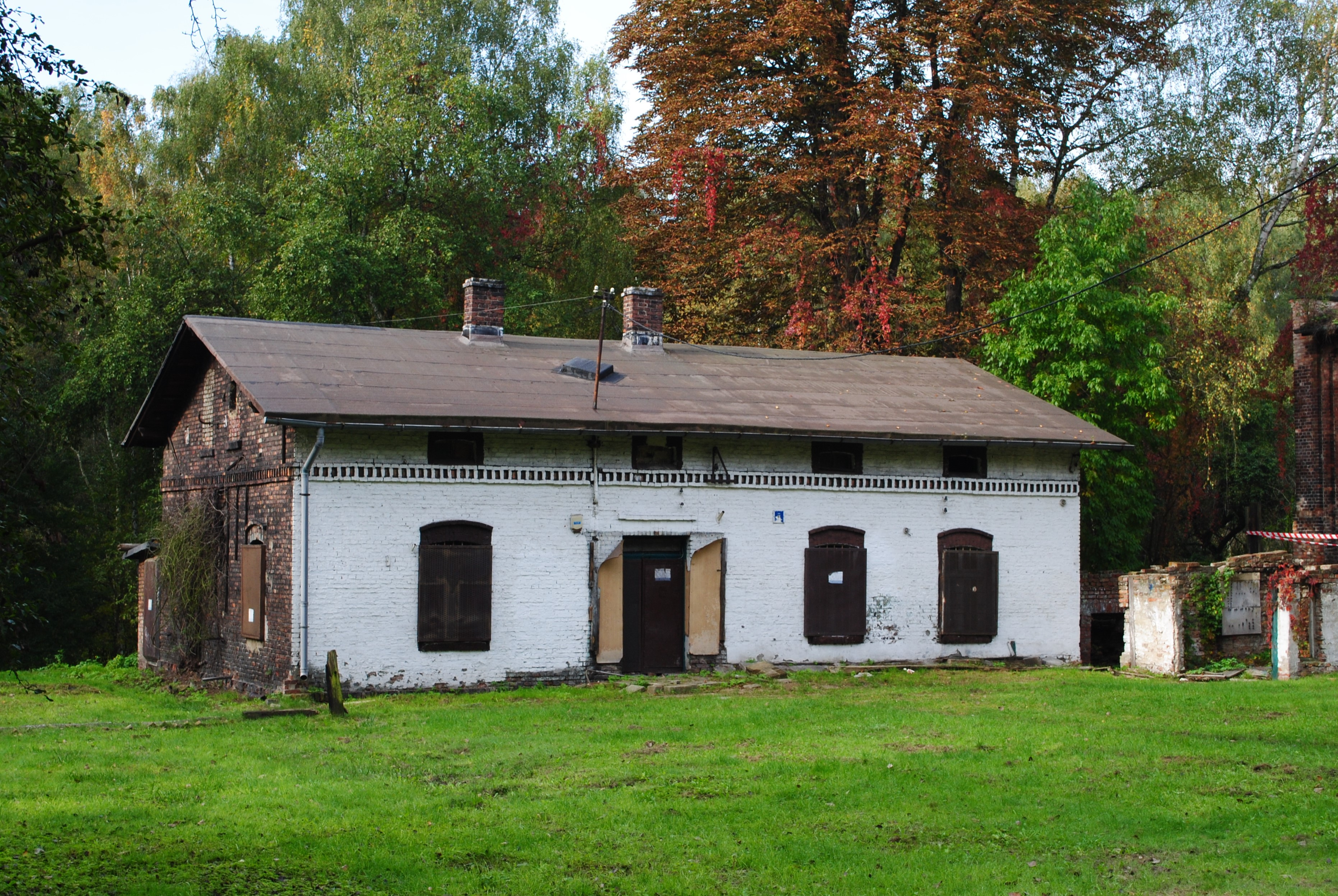
Dom przy placu Alfreda 13

Kolonia Alfred została założona w połowie XIX wieku wokół założonej w 1834 roku kopalni węgla kamiennego Alfred. Sama zaś nazwa pochodzi od imienia jednego z synów Johna Baildona, który wraz z książętami Hohenlohe-Öhringen założyli kopalnię Alfred. Kopalnię tę w 1859 roku połączono z zakładem Hohenlohe. W 1923 roku unieruchomiono szyb Alfred, a dziesięć lat później zamknięto całą kopalnię Hohenlohe. Pozostałą zabudowę przystosowano do innych celów, m.in. dla mieszkania robotnicze. Dobudowano również komórki na węgiel oraz piec do wypieku chleba. 
W 1924 roku wraz z likwidacją obszarów dworskich część rejonu Alfreda włączono do Siemianowic (Śląskich), zaś część z obecną zabudową do gminy Wełnowiec. Po nacjonalizacji przemysłu, w latach 40. XX wieku zabudowę Alfreda przekazano kopalni Prezydent. W 1951 roku tereny kolonii weszły w skład Katowic. W sierpniu 1978 roku kolonia, zlokalizowana przy placu Alfreda 1-13, została wpisana do rejestru zabytków. W latach 1980–1982 w rejonie ulicy L. Waryńskiego i T. Patalonga wybudowano osiedle domów jednorodzinnych.
Alfred do XXI wieku nie był podłączony do podstawowej infrastruktury technicznej, a także brakowało obiektów handlowo-usługowych. Dzieci z kolonii uczęszczały wówczas do szkoły w Siemianowicach Śląskich. Ostatni mieszkańcy Alfreda wyprowadzili się około 2012 roku i od tego czasu władze Katowic szukały pomysłu na jej zagospodarowanie. W 2015 roku Rada Miasta Katowice zgodziła się na przekazanie trzech budynków – nr 3, 4 i 9 nowemu dzierżawcy – Fundacji Pomocy Dzieciom i Seniorom. Fundacja ta wmurowała kamień węgielny pod budowę Wioski Serca Jana Pawła II, a także zaadaptowała dawny piec do wypieku chleba na kaplicę. Dodatkowo w ciągu kilku lat część z dachów pokryto dachówką bitumiczną z miejsce ceramicznej i zainstalowano na nich panele fotowoltaiczne.

## Architektura

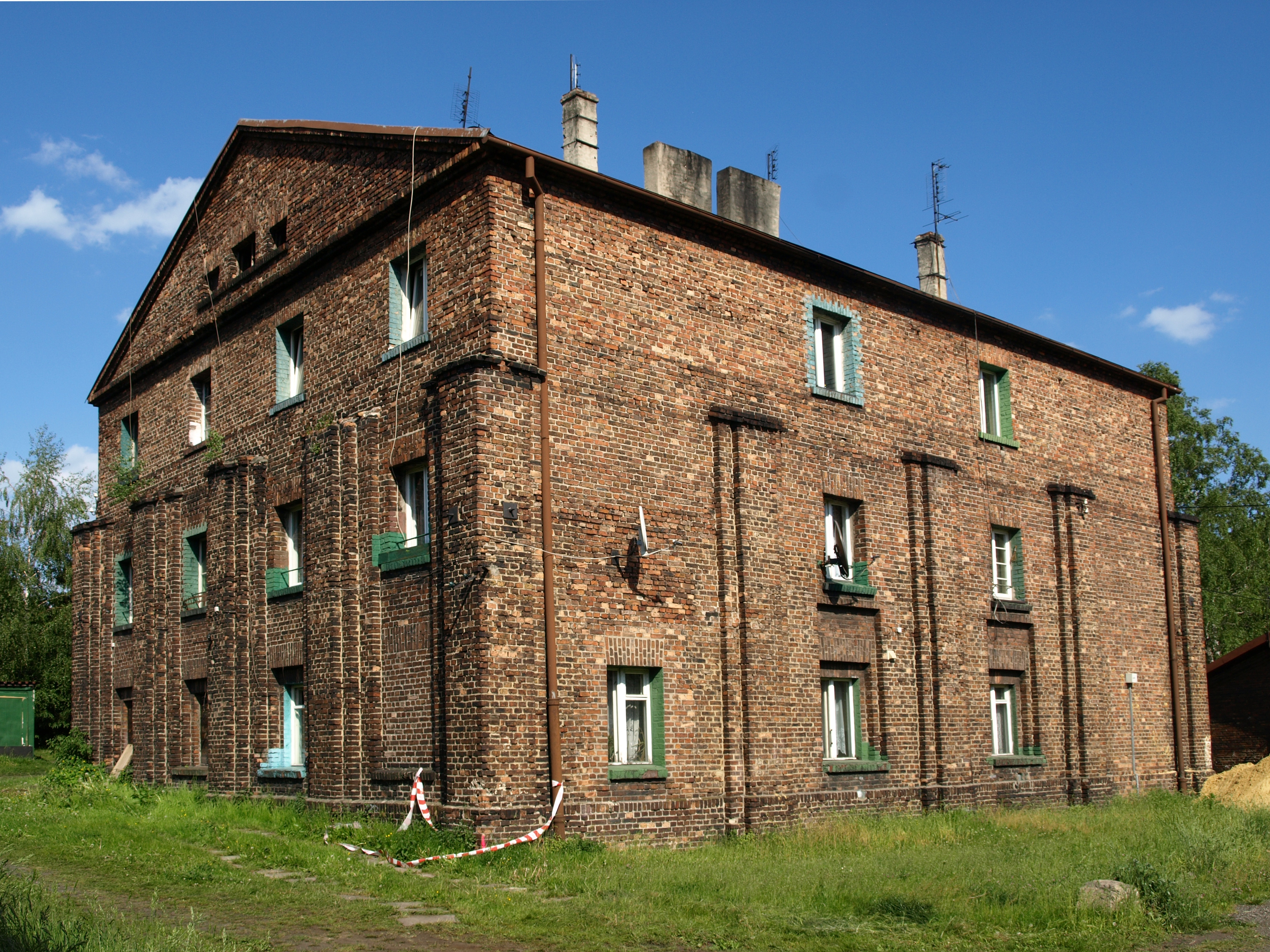
Dom przy placu Alfreda 1

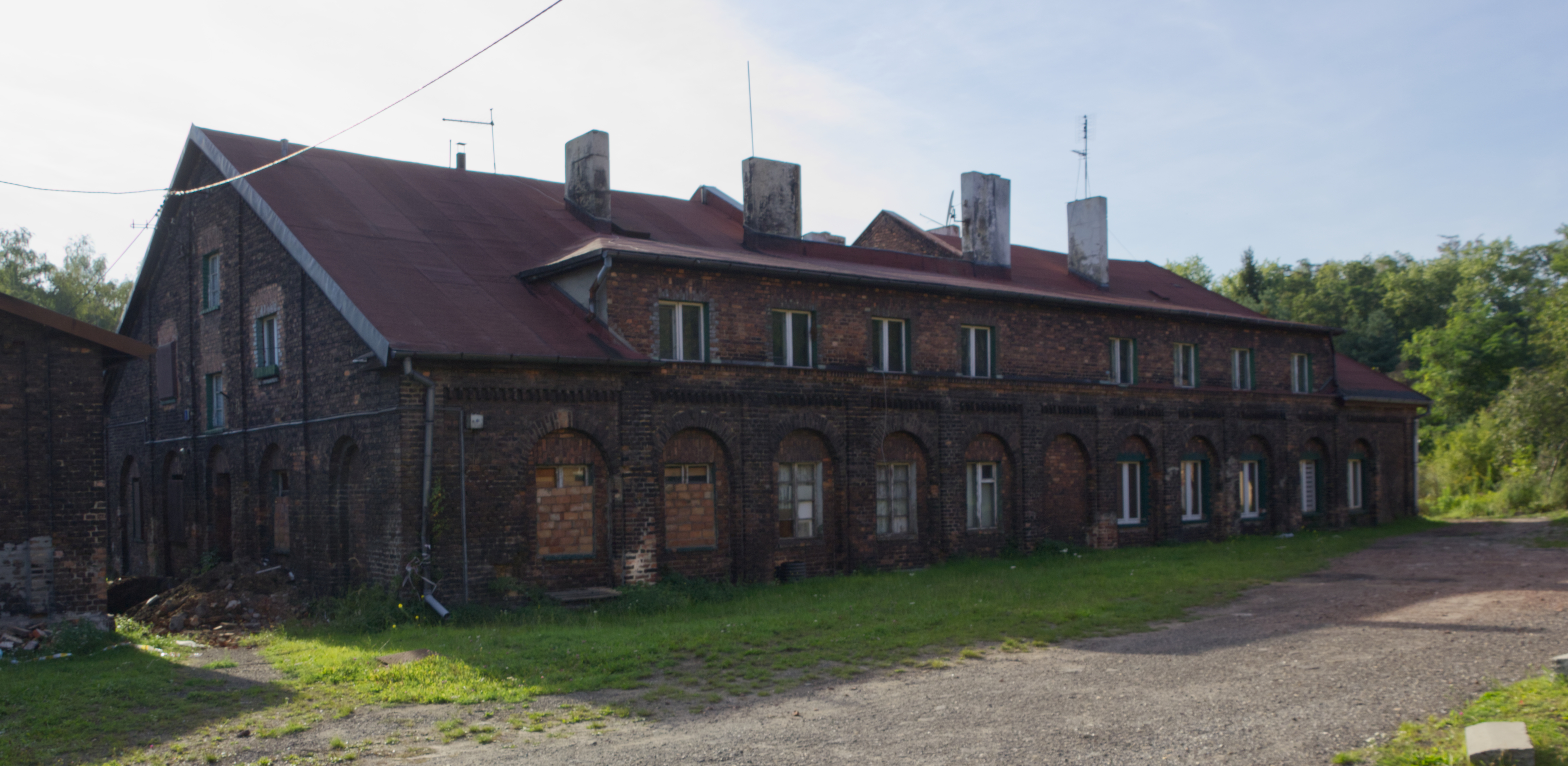
Budynek dawnego nadszybia

Obecna zabudowa kolonii Alfred stanowi zaadaptowane po 1923 roku budynki dawnego szybu Alfred, powstałe pod koniec XIX wieku. Składają się przeważnie z jednopiętrowych domów mieszkalnych wybudowanych w stylu historyzmu. Budynki nr 10 i 11 posiadają ryzalit sięgający pierwszego piętra, będący pozostałością po ołtarzu św. Barbary. W dniu 19 sierpnia 1978 roku zabudowę wpisano do rejestru zabytków, zaś 25 czerwca 2007 roku uchwalono miejscowy plan zagospodarowania przestrzennego dla Alfreda. Administratorem budynków kolonii jest Komunalny Zakład Gospodarki Mieszkaniowej w Katowicach. 
Zabytkową kolonię Alfred, położoną przy placu Alfreda, tworzą współcześnie następujące budynki:
- budynek nadszybia (nr 8),
- budynek maszyny wyciągowej (nr 9),
- budynek cechowni (nr 11),
- budynek kuźni (nr 12),
- budynek kotłowni (nr 7),
- budynek łaźni (nr 10),
- budynek administracji (nr 1),
- budynek wagi,
- budowle towarzyszące,
- położone na zachód od tego kompleksu pozostałości hałd przemysłowych.